# Prag 20
Prag 20 oder Horní Počernice ist ein Verwaltungsbezirk der tschechischen Hauptstadt Prag, der räumlich identisch mit der Katastralgemeinde Horní Počernice (deutsch Ober Potschernitz) ist.

## Geschichte
Auf dem Gebiet des heutigen Horní Počernice bestanden ursprünglich die Dörfer Chvaly, Čertousy, Horní Počernice, Svépravice und Xaverov. Chvaly wird in der Gründungsurkunde des Vyšehrader Kapitels aus dem Jahr 1088 genannt.
Durch starke Bebauung ab dem Jahr 1920 wuchsen die Ortschaften schrittweise zusammen. 1928 wurde Čertousy Teil nach Horní Počernice eingemeindet und der Ort 1936 zur Minderstadt erhoben. 1942 wurden die vier verbliebenen Dörfer zu einer Gemeinde vereint, die 1969 das Stadtrecht erhielt, im Jahr 1974 aber an Prag angegliedert wurde. Im Jahr 1980 hatte der nunmehrige Stadtteil Horní Počernice 10778 Einwohner. 2001 wurde der Stadtteil ein Verwaltungsbezirk, der 2002 den Namen Praha 20 erhielt.

## Sehenswürdigkeiten
- Schloss Chvaly mit Kirche St. Ludmilla
- ehemaliger Sandsteinbruch in Chvaly, Naturdenkmal
- Theater Horní Počernice

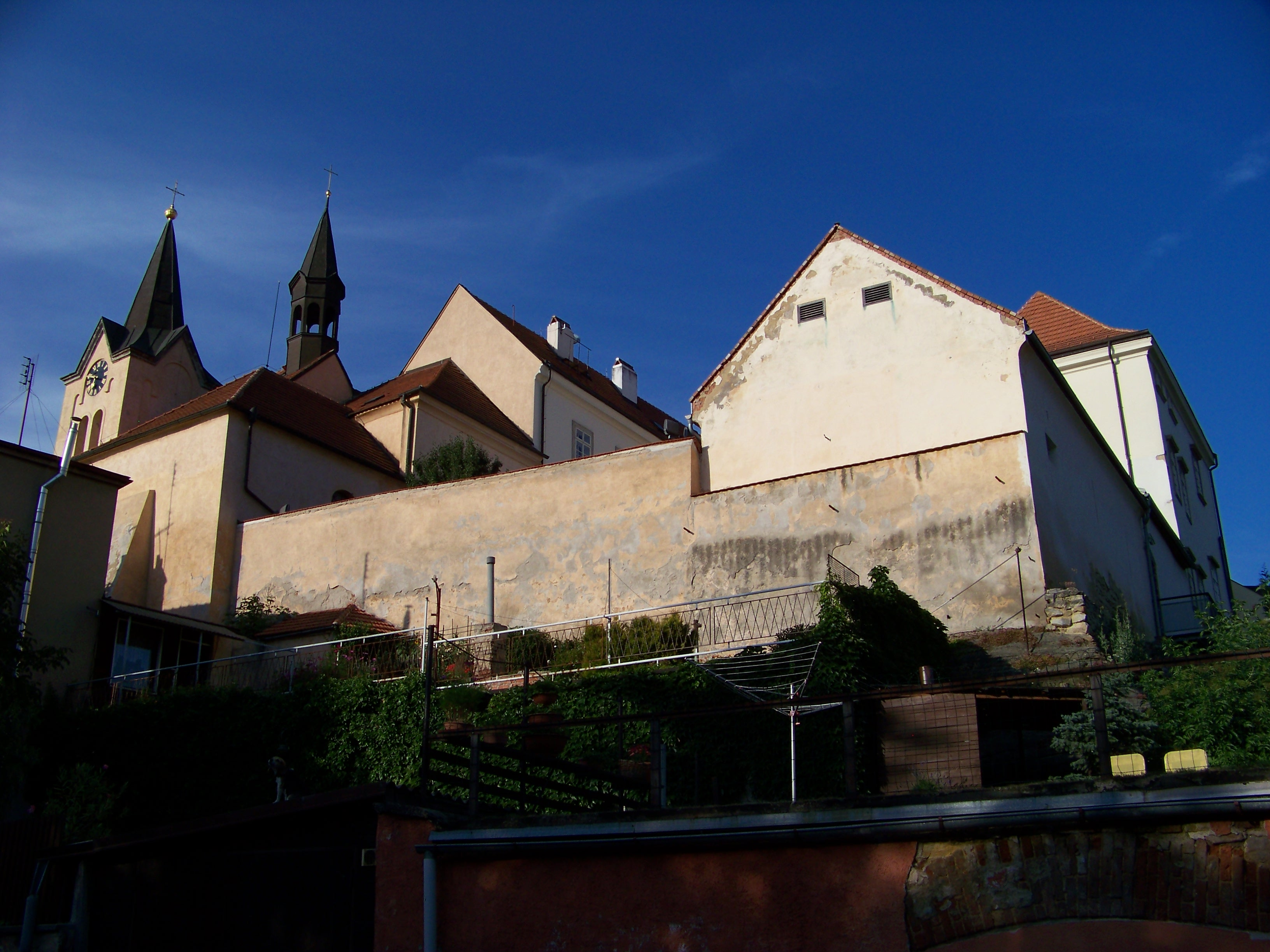
Schloss Chvaly
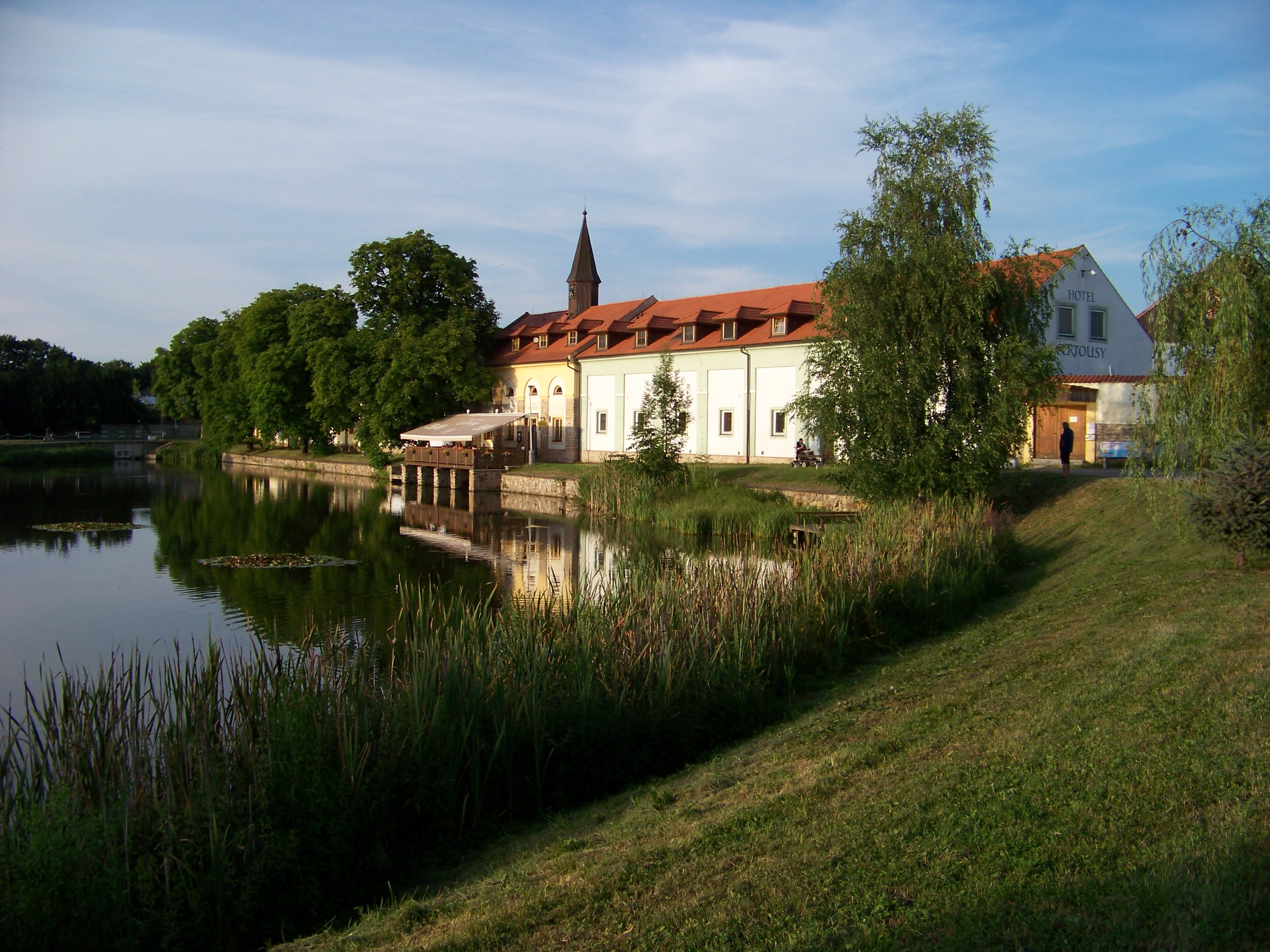
Fischteich Čertousy
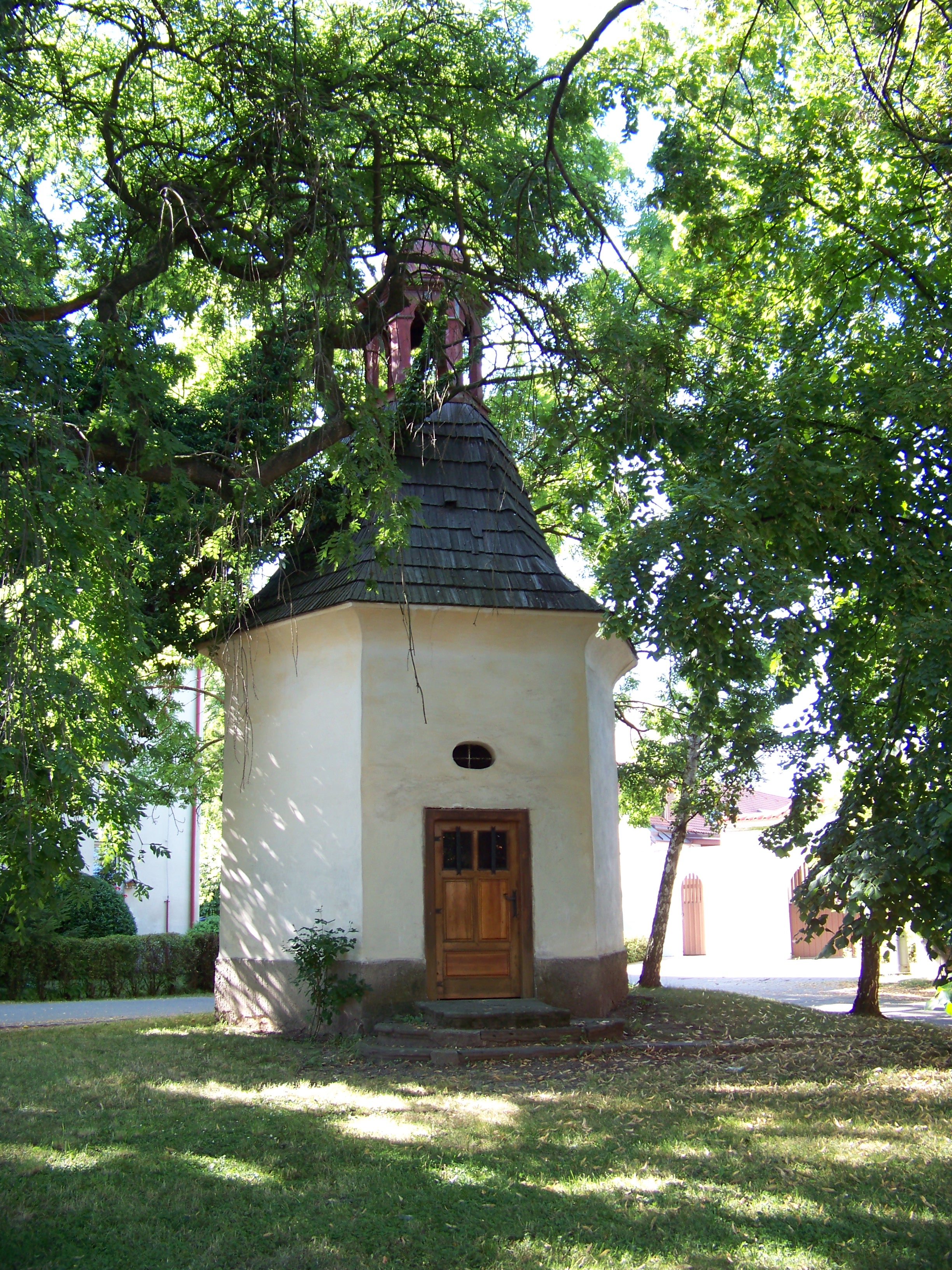
Kapelle